# Альошкін (Волгоградська область)
Альошкін (рос. Алёшкин) — хутір у Чернишковському районі Волгоградської області Російської Федерації.
Населення становить 390  осіб. Входить до складу муніципального утворення Альошкинське сільське поселення.

## Історія
Хутір розташований у межах українського історичного та культурного регіону Жовтий Клин.
Згідно із законом від 14 грудня 2004 року № 976-ОД органом місцевого самоврядування є Альошкинське сільське поселення.

## Населення
| 2010 | 2012 | 2013 | 2014 | 2015 | 2016 | 2017 |
| ---- | ---- | ---- | ---- | ---- | ---- | ---- |
| 442  | ↘432 | ↘422 | ↘411 | ↘396 | ↘393 | ↘390 |